# Ed Schieffelin

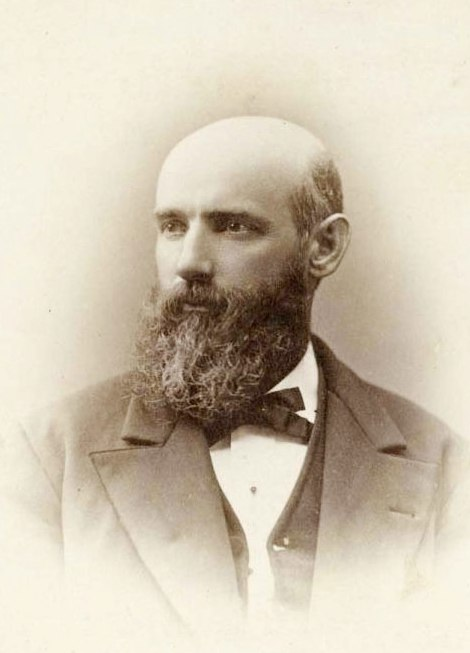
Ed Schieffelin um 1882

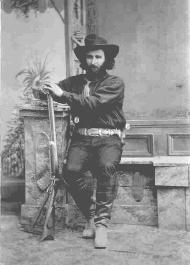
Ed Schieffelin

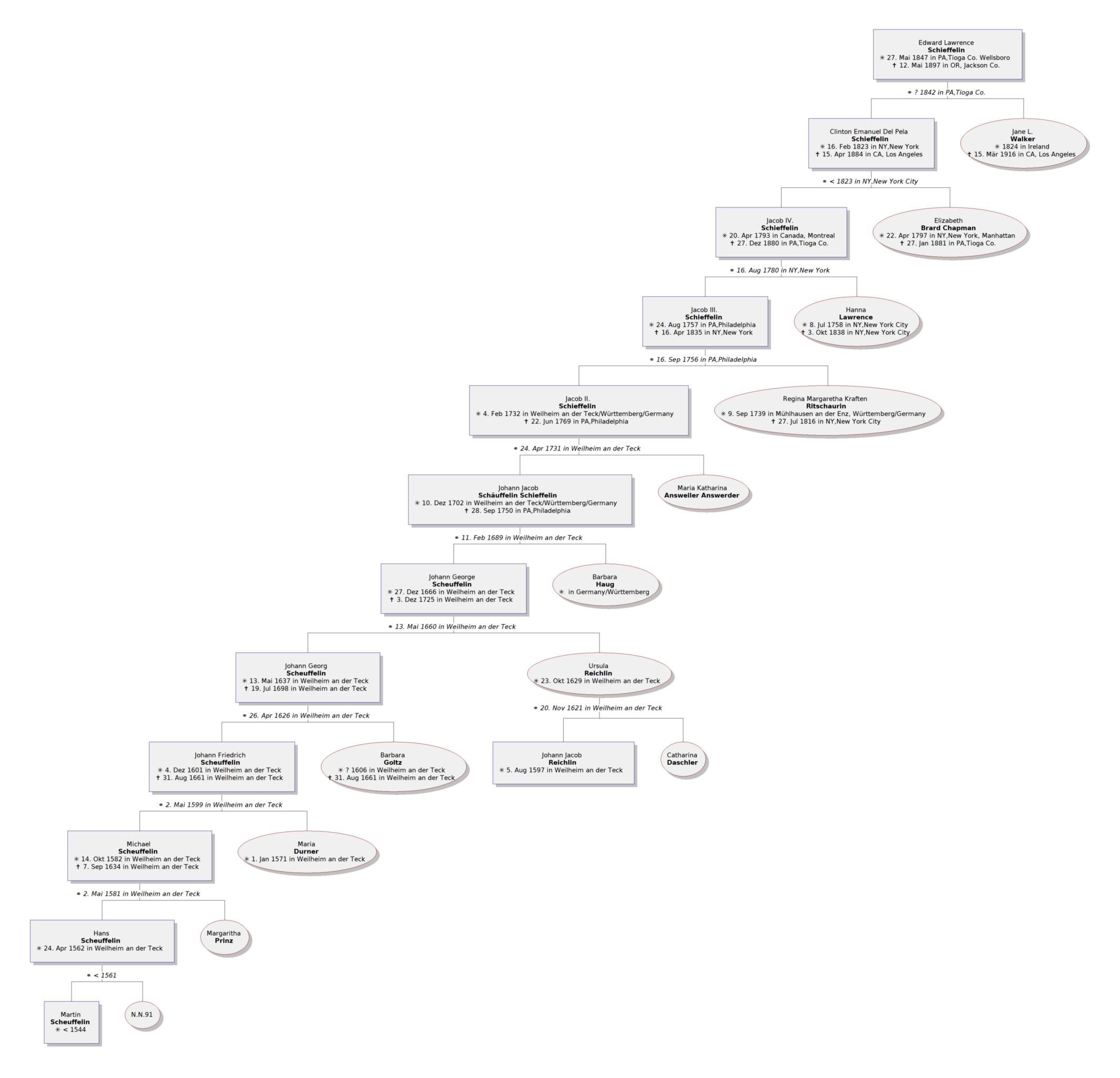
Die Stammlinie von Edward L. Schieffelin

Edward Lawrence Schieffelin (* 27. Mai 1847 in Wellsboro, Pennsylvania ; † 12. Mai 1897 in Oregon) war ein US-amerikanischer Goldsucher, Scout und Geologe. Er wurde nach Silberfunden Millionär und der Gründer von Tombstone (Arizona).

## Goldsucher und Scout
Ed Schieffelin lebte bis zum zwölften Lebensjahr bei seinen Eltern Clinton Emanuel Del Pela Schieffelin (1823–1884) und Jane L. Schieffelin, geb. Walker (1824–1916) in einer Goldminenregion von Oregon. Seine frühesten Erinnerungen bestanden aus jener Zeit, als er von zu Hause ausgerissen und zum Salmon River marschiert war. Dort wusch er mit einer Milchpfanne Sand, um darin nach Gold zu suchen. Ein Freund der Familie fand ihn dort, zog ihm dafür die Ohren lang und brachte ihn wieder zu seinen Eltern zurück. Mit Siebzehn hielt er es nicht mehr bei den Eltern aus. Schieffelin folgte dem Goldrausch von Oregon nach Kalifornien, anschließend weiter nach Nevada, Idaho, Utah und Colorado, um sein Glück zu suchen. Die Wüsten und Berge wurden sein zu Hause, auf seinen einsamen Reisen war er am glücklichsten.
Unter dem Kommando von August Kautz und der Führung Al Siebers war er im März 1877 kurze Zeit in den Indianerkriegen als Scout in der Apacheria tätig. Mit seinen 30 Jahren hatte er ein wildes Aussehen, wie das eines 40 oder sogar 50 Jahre alten Mannes. Schieffelin hatte eine große und kräftige Gestalt, wie die eines körperlich perfekten Mannes, ein gebräuntes Gesicht, blaue Augen, langes braunes Haar und einen Bart. Er war 1,81 Meter groß und wog ungefähr 86 Kilogramm.
Schieffelin erforschte bei seinen Erkundungsritten ca. 20 km (Luftlinie) von Camp Huachuca entfernt, die Gegend nahe dem San Pedro River Valley, an einer wasserlosen Hochebene, die „Goose Flats“ genannt wurde. Al Sieber warnte ihn ob der Gefährlichkeit in dem Apachengebiet: „Den einzigen Stein, den du dort finden wirst, wird dein eigener Grabstein (engl. Tombstone) sein.“ Schieffelin fand im Februar 1878 silberhaltiges Erz anstelle von Gold. Schieffelin ließ zwei Claims („Tombstone“ und „Graveyard“) auf seinen Namen eintragen, doch zur Überprüfung brauchte er Geld. Schieffelin beendete seine Scouttätigkeit im Camp Huachuca. Er ritt 300 Meilen nach „Signal“ (eine Mine in Arizona) zu seinem Bruder Al Schieffelin, dem Einzigen, dem er vertraute, um seine Unterstützung zu gewinnen. Von seinem Bruder bekam er jedoch nur die skeptische Auskunft, dass die Proben wertlos seien. Ed konnte und wollte es nicht glauben. Doch sein Bruder mochte nicht in eine windige Sache investieren, Ed sollte lieber bei ihm in der McCracken-Mine arbeiten und sein Geld verdienen. Nach vier weiteren Wochen traf Ed Schieffelin auf den amtlichen Schätzer Richard Gird. Dieser untersuchte die Proben und errechnete einen erstaunlichen Wert von 2000 Dollar pro Tonne. Eine beträchtliche silberhaltige Ader (Bonanza) hatte er gefunden. Gird bot sich sofort an die Finanzierung zu übernehmen. Nun stimmte auch sein Bruder Al zu, ihn zu unterstützen. Mit Handschlag besiegelten die drei Männer sich den Gewinn zu je einem Drittel aufzuteilen. Alle drei hielten sich an die mündliche Vereinbarung.
Schieffelin entschied sich, in Erinnerung an den Ausspruch Al Siebers, den Claim als „Tombstone“ zu benennen. Das Glück war ihm hold und er fand weitere zwei Stellen, die er unter dem Claimnamen „Lucky Cuss“ und „Toughnut“ registrieren ließ.

## Brunckow Cabin
Ed Schieffelin war aber nicht der Erste, welcher Silber in Arizona gefunden hatte. Ein deutscher Auswanderer mit Namen Frederick (Friedrich) Brunckow fand in der Nähe des San Pedro River bereits 1860 Silber. Friedrich Brunckow war ein gebürtiger Berliner und studierte an der Hochschule in Westfalen. Als Gelehrter und Wissenschaftler wurde er wegen seiner Tätigkeit in der 1848er Revolution ins Exil getrieben. Als einer der Forty-Eighters kam er nach Nordamerika. Den Goldsucher trieb es nach Arizona. Dort angekommen, baute er sich 1858 eine Hütte mit drei Räumen. Bei seinen Schürfarbeiten wurde er am 23. Juli 1860 von seinen mexikanischen Arbeitern brutal ermordet. Mit seinem eigenen Bohrwerkzeug wurde er durchstochen und auf seinem Minenboden „festgenagelt“. Einundzwanzig Gräber zeugen von weiteren Toten an der Brunckow Hütte bzw. um die Mine herum. Dies gab der Hütte den Ruf als „Bloodiest Cabin“ in der Geschichte von Arizona.

Ed Schieffelin nutzte die Hütte von Brunckow als Basisstation für seine geologischen Erkundungen und Grabungen. Hier an dieser Brunckow Hütte war es auch, wo Al Sieber den bekannten Satz („All you'll ever find in them hills 'ill be your ‘tombstone’! “) zu Ed Schieffelin sagte, welcher zur Namensgebung von Tombstone führte.

## 1879
Am 17. Juni 1879 lieferte Ed Schieffelin in einem Wagen seine wertvolle Ladung, die ersten Silberbarren, im Wert von 18.744,50 Dollar bei einer Bank der Hudson’s Bay Company in Tucson ab.
Diese Nachricht verbreitete sich in rasch und tausende Glückssucher folgten seinen Spuren und fanden weitere dutzend Minen.
Die Tombstone Minen (auf Schieffelin waren insgesamt 19 Minen eingetragen) hatten Ed Schieffelin ab 1880 zu einem reichen Mann gemacht. Er verließ die Stadt und reiste weit weg, er wollte aber, bevor er starb, nach Tombstone zurückkehren.
In New York lebte er kurze Zeit, dann zog es ihn nach Chicago, Washington und in viele weitere Städte. Ed reiste viel und traf dabei die verschiedensten Persönlichkeiten. Nach einem Sommer im Yukon kam er nach San Francisco zurück, traf auf Mary Brown und heiratete diese. Schieffelin baute seiner Frau eine Mansion in Alameda an der Bucht von San Francisco. Er kaufte sich danach eine Residenz in Los Angeles. Mit seiner Frau, seinem Vater und seinem Bruder Al lebte er in dem großen Gebäude, bis Bruder Al 1885 starb.
Die Sehnsucht nach Einsamkeit und Wildnis ließ Ed, des Reichtums und der Pracht überdrüssig und desillusioniert, Frau und Stadt verlassen. Die Zivilisation hatte kein Medikament gegen seine Erinnerungen an die vergangenen Tage. Ed war ein Mann der Wildnis und der Einsamkeit, ausgebildet, um unter den primitivsten Bedingungen zu überleben. Er ging erneut nach Oregon. Bei einer Prospektion starb er dort 1897 plötzlich im Alter von 49 Jahren eines natürlichen Todes. Er wurde von einem zufällig vorbeikommenden Reisenden allein in seiner Hütte, gestürzt über wertvolle Proben eines Erzes gefunden, dessen Ursprung unbekannt geblieben ist.

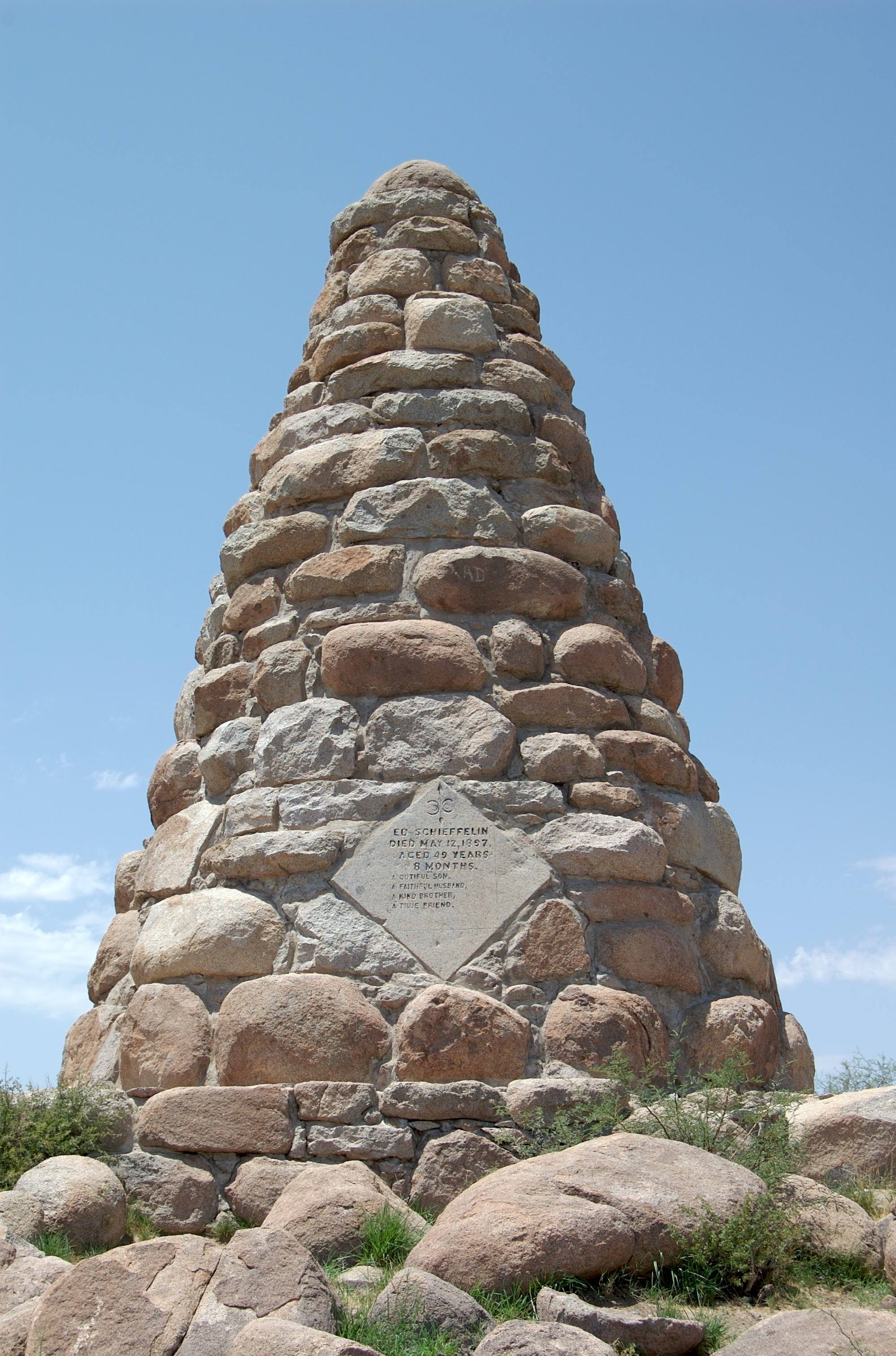
Ed Schieffelins Grabstein

## Ed Schieffelins Denkmal
Schieffelin bekam auch seinen eigenen Grabstein in Tombstone. Das Grab befindet sich ungefähr zwei Meilen von Tombstone entfernt auf einem Friedhof an der Westallen-Street. Er wurde auf seinen Wunsch hin in der eigenen Minenbekleidung mit seinem Pickel, Schaufel und der alten Wasserflasche begraben. Auf der Gedenktafel steht zu lesen: Ed Schieffelin gestorben 12. Mai 1897, alt 49 Jahre, 8 Monate. Ein gehorsamer Sohn, ein zuverlässiger Ehemann, ein freundlicher Bruder und ein echter Freund.

## Schieffelin Hall
Die Schieffelin Hall, ein Gemeindezentrum, wurde 1881 durch Eds Bruder Al Schieffelin auf dem Höhepunkt des Tombstone-Wohlstandes errichtet. Die Stadt Tombstone wurde eine moderne Geschäftsstadt, des Countysitzes und des Austragungsortes der legendären Schießerei am O. K. Corral.

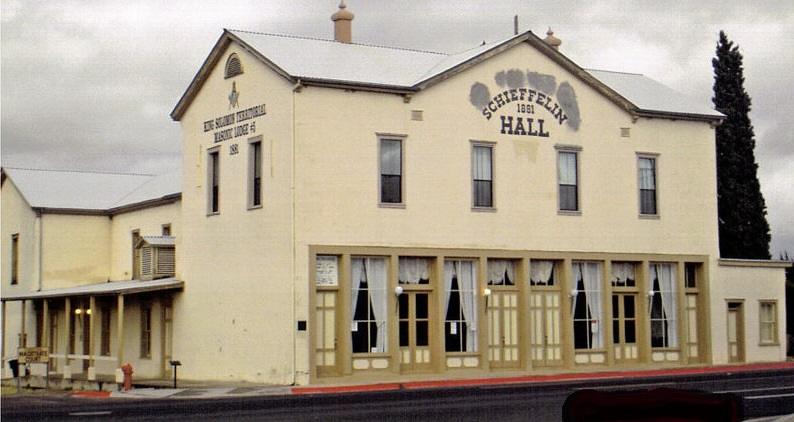
Schieffelin Hall

Die Schieffelin Hall wurde restauriert und ist in der heutigen Geisterstadt Tombstone eine Besucherattraktion.